# Elisabetta di Borbone-Francia (regina)
Elisabetta di Borbone (Fontainebleau, 22 novembre 1602 – Madrid, 6 ottobre 1644) nata principessa di Francia, divenne regina di Spagna, Portogallo, Napoli e Sicilia come moglie di Filippo IV. Essendo madre di Maria Teresa d'Asburgo, la futura moglie di Luigi XIV, e bisnonna del Duca d'Angiò Filippo di Borbone, futuro Filippo V, segnò la transizione dagli Asburgo di Spagna ai Borbone, dinastia reale che regna sulla Spagna ancora oggi, quasi 400 anni dopo la sua morte.

## Biografia

### Infanzia e giovinezza
Nacque nel castello di Fontainebleau il 22 novembre 1602, seconda figlia di Enrico IV di Francia e di Maria de' Medici. Come figlia del re di Francia era nata Fille de France, ma essendo la figlia maggiore del sovrano, ebbe anche il titolo onorifico di Madame Royale.
Elisabetta era la seconda di sei figli: Luigi, Delfino di Francia (1601-1643), Maria Cristina, futura duchessa di Savoia (1606-1663), Nicola Enrico, Duca d'Orléans (1607-1611), Gastone d'Orléans (1608-1660) ed Enrichetta Maria, regina d'Inghilterra (1609-1669).
Quando suo padre Enrico IV venne assassinato fuori del Palais du Louvre a Parigi il 14 maggio 1610, suo fratello divenne re Luigi XIII di Francia, sotto la reggenza della madre. I due fratelli furono molto vicini.
Nell'aprile del 1610, con il trattato di Bruzolo, il padre l'aveva destinata a divenire la moglie del principe Vittorio Amedeo di Savoia ma, dopo l'omicidio del re, questa previsione fu abbandonata dalla madre, ora reggente per conto di Luigi, che desiderava utilizzare la figlia in un più complesso gioco dinastico. Vittorio Amedeo avrebbe in seguito sposato un'altra delle Figlie di Francia, Cristina.
Infatti, quando arrivò all'età di dieci anni, furono avviate le trattative per un doppio matrimonio tra le famiglie reali di Francia e Spagna; Elisabetta avrebbe sposato il Principe delle Asturie e suo fratello Luigi l'Infanta spagnola Anna. In questo modo Maria de Medici sperava di poter consolidare l'alleanza tra i due paesi. Sebbene i protestanti come Sully si opponessero decisamente a questa svolta politica, furono sconfitti dalla sagacia politica della reggente. Il contratto di matrimonio fu firmato nel 1611 e reso pubblico il 25 marzo 1612. In questa occasione ebbero luogo in Francia ed in Spagna feste sontuose.
Data la giovane età degli sposi, il matrimonio fu però rinviato di alcuni anni. Solo il 13 agosto 1615 il Duca di Pastrana richiese ufficialmente nel Palazzo del Louvre la mano di Elisabetta per conto di Filippo e, quattro giorni dopo, la principessa tredicenne ed il fratello lasciarono Parigi per dirigersi alla frontiera spagnola. Nel corso del viaggio Elisabetta si ammalò di vaiolo, al punto tale da doversi fermare a Poitiers e far temere per la sua vita. Si trattava di una situazione così grave che i consiglieri premettero sulla reggente affinché facesse portare dalla capitale Cristina, in modo da poter sostituire la sorella in caso di decesso. Costei era già stata considerata preferibile, in quanto più giovane di Filippo, ma il re spagnolo non aveva voluto consentire di lasciare Madame Royale ai savoiardi. Fortunatamente, la giovane riuscì a guarire dal male, riportando solo tracce lievissime sul volto, e poté prendere parte al matrimonio per procura, celebrato nella cattedrale di Bordeaux il 18 ottobre dal cardinale François de Sourdis, nel quale il Duca di Guisa, che aveva scortato il corteo reale con 4000 fanti e 1500 cavalieri, rappresentò il Principe delle Asturie. Durante le nozze la regina madre pianse.

### I "matrimoni spagnoli"

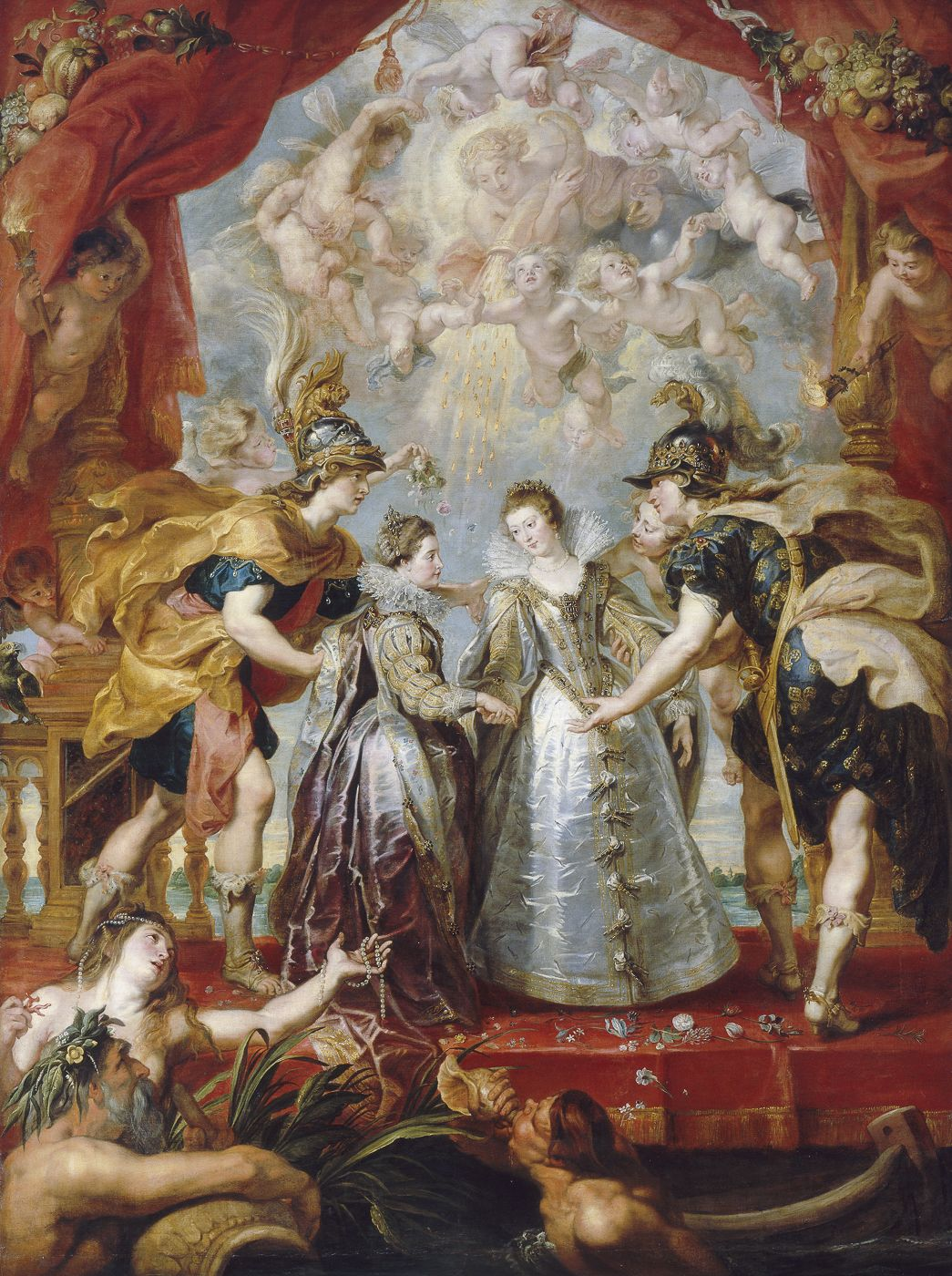
Lo scambio delle due principesse di Francia e Spagna sulla Bidassoa a Hendaye.
Dipinto di Peter Paul Rubens.

Dopo il suo matrimonio per procura con Filippo, Principe delle Asturie, e il matrimonio per procura di Luigi XIII con l'Infanta Anna, Elisabetta e suo fratello incontrarono i loro rispettivi coniugi per la prima volta il 25 novembre 1615 sull'isola dei Fagiani, sul fiume Bidasoa, vicino a Hendaye.
Questa fu l'ultima volta che Luigi vide sua sorella. In Spagna, il nome francese "Elisabeth" assunse la forma spagnola di "Isabel". La cerimonia religiosa si svolse nella cattedrale di Santa Maria a Burgos il 25 novembre 1615. Al momento del suo matrimonio, a tredici anni, Isabella divenne la nuova Principessa delle Asturie.
Questo matrimonio seguiva la tradizione di cementare alleanze politiche e militari tra le potenze cattoliche di Francia e Spagna attraverso i matrimoni reali. Già nel 1559 una principessa reale francese, Elisabetta di Valois, figlia di Enrico II di Francia e Caterina de' Medici, aveva sposato re Filippo II di Spagna per cementare la pace di Cateau-Cambrésis.
Lo scambio delle principesse al confine spagnolo fu il soggetto di una delle 24 tele de l'Histoire de Marie de Médicis dipinta da Peter Paul Rubens.

### Regina di Spagna
Una volta in Spagna, Elisabetta venne dapprima tenuta lontana sia dalla corte che dallo sposo, a causa della giovane età di Filippo, che all'epoca aveva solo dieci anni. Solo la malattia del suocero mutò la situazione. Il matrimonio venne consumato e la principessa rimase rapidamente incinta. Nel 1621, al momento della nascita del primo figlio della coppia, Filippo ed Elisabetta divennero i sovrani di Spagna dopo la morte di Filippo III di Spagna. Tuttavia la morte immediata della loro primogenita Maria Margarita, nata prematura, gettò un'ombra sulle cerimonie d'incoronazione. Filippo IV era un sovrano assetato di piaceri, che ebbe diverse amanti e numerosi figli illegittimi. La nuova regina di Spagna era consapevole del fatto che suo marito avesse delle amanti.
La stessa Elisabetta fu d'altronde oggetto di pettegolezzi circa la sua relazione con il famoso poeta Peralta (Juan de Tassis, secondo Conte di Villamedina), suo gentiluomo di camera. Il 14 maggio 1622 scoppiò un incendio mentre era in corso l'esibizione di una mascherata del Peralta, La Gloria de Niquea. Peralta portò la regina in un luogo sicuro, provocando in tal modo un approfondimento dei sospetti riguardo ad una loro presunta relazione. Il gentiluomo trascurò i significativi avvertimenti sul fatto che la sua vita fosse in pericolo e venne assassinato mentre scendeva dalla sua vettura. La responsabilità per la sua morte fu divisa tra Filippo IV ed Olivares (a quel tempo, primo ministro e favorito del re).
Elisabetta era rinomata per la sua bellezza, l'intelligenza e la personalità nobile, che la rese molto popolare al popolo spagnolo. Il marito, seppure non sprovvisto d'intelligenza, preferì tuttavia lasciare le redini del potere al suo primo ministro Olivares. Nei suoi primi anni di regno, Elisabetta rimase nell'ombra sotto un profilo politico, concentrando i propri interessi sulla poesia, l'arte e soprattutto il teatro, divenendo una delle principali sostenitrici della letteratura spagnola nella sua età dell'oro.
Nei suoi ultimi anni in Spagna tuttavia il suo ruolo mutò, a causa dell'aumento dei problemi di politica interna ed estera. Nel 1635 la nazione entrò in guerra contro la Francia, ma Elisabetta sostenne lealmente il proprio paese adottivo, a differenza di sua cognata Anna che, complice il suo disastroso rapporto con il marito, continuò a sentirsi una principessa spagnola ed a complottare con la propria famiglia d'origine sino alla nascita del primogenito. Nel 1640 scoppiarono rivolte in Catalogna ed in Portogallo, che misero in seria difficoltà il dominio asburgico. Elisabetta fu reggente di Spagna durante la rivolta catalana e sostenne il duca di Nochera contro il conte-duca di Olivares a favore di un ritiro onorevole dalla rivolta catalana. Dopo un suo appello ai castigliani, si riuscì a reclutare in poche settimane 50.000 soldati a favore del marito. Ella giocò inoltre un ruolo essenziale nelle vicende che portarono nel 1643 alla caduta di Olivares.
È molto probabile che Filippo avesse trasmesso alla moglie una malattia venerea contratta da una delle sue amanti. Questa malattia potrebbe spiegare i suoi numerosi aborti, unitamente al fatto che il marito era il frutto di molteplici matrimoni tra consanguinei. Elisabetta soffrì in silenzio per le sue gravidanze andate a male e le morti dei suoi bambini ed il suo dolore venne acuito dalla consapevolezza che le amanti del marito riuscivano là dove lei falliva. Il suo senso di colpa emerge dalle lettere inviate al fratello Luigi ed alla cognata Anna.
La regina consorte di Spagna e Portogallo morì a Madrid il 6 ottobre 1644 all'età di quarantun anni dando alla luce un bambino morto e venne sepolta nell'Escorial. Ella lasciò due figli piccoli: Carlo Baltassarre e Maria Teresa. Dopo la sua morte, il marito sposò la nipote Maria Anna d'Austria. Uno dei suoi pronipoti, Filippo duca d'Angiò, divenne re Filippo V di Spagna; attraverso di lui, Elisabetta è una antenata dell'odierno re di Spagna Filippo VI.

## Discendenza
Filippo ed Elisabetta ebbero sette figli, oltre ad almeno tre aborti:
- Maria Margherita (14 agosto 1621 - 15 agosto 1621), sepolta nel El Escorial;
- Margherita Maria Caterina (25 novembre 1623 - 22 dicembre 1623), sepolta nel El Escorial;
- Maria Eugenia (21 novembre 1625 - 21 agosto 1627), sepolta nel El Escorial;
- Figlia nata morta (16 novembre 1626);
- Isabella Maria Teresa (31 ottobre 1627 - 1º novembre 1627), sepolta nel El Escorial;
- Baltasar Carlos, principe delle Asturie (17 ottobre 1629 - 9 ottobre 1646);
- Maria Anna Antonia (17 gennaio 1636 - 5 dicembre 1636), detta "Marianna". Sepolta nel El Escorial;
- Maria Teresa (1638 - 1683), regina consorte di Francia come moglie di Luigi XIV di Francia.
- Figlia nata morta (1640);
- Figlio nato morto (1644).

La sua ultimogenita l'Infanta Maria Teresa di Spagna, sarebbe poi diventata regina consorte di Francia, come moglie di suo nipote, il futuro Luigi XIV. A differenza di suo marito e di sua cognata, non avrebbe visto il matrimonio che avrebbe nuovamente cementato la pace fra la sua terra natia e il suo paese d'adozione, la Spagna: i paesi rimasero in guerra fino al 1660.

## Ascendenza
|                            |                     |                                | Genitori                         |  |  | Nonni |  |  | Bisnonni                    |  |  | Trisnonni                    |  |
|                            |                     |                                |                                  |  |  |       |  |  | Carlo IV di Borbone-Vendôme |  |  | Francesco di Borbone-Vendôme |  |
|                            |                     |                                |                                  |  |  |       |  |  | Carlo IV di Borbone-Vendôme |  |  | Francesco di Borbone-Vendôme |  |
|                            |                     | Maria di Lussemburgo-Saint-Pol |                                  |  |  |       |  |  | Carlo IV di Borbone-Vendôme |  |  |                              |  |
| Antonio di Borbone-Vendôme |                     |                                |                                  |  |  |       |  |  | Carlo IV di Borbone-Vendôme |  |  |                              |  |
|                            |                     | Francesca d'Alençon            | Renato d'Alençon                 |  |  |       |  |  |                             |  |  |                              |  |
|                            |                     | Francesca d'Alençon            | Renato d'Alençon                 |  |  |       |  |  |                             |  |  |                              |  |
|                            |                     | Francesca d'Alençon            | Margherita di Lorena-Vaudémont   |  |  |       |  |  |                             |  |  |                              |  |
| Enrico IV di Francia       |                     | Francesca d'Alençon            |                                  |  |  |       |  |  |                             |  |  |                              |  |
|                            |                     | Enrico II di Navarra           | Giovanni III di Navarra          |  |  |       |  |  |                             |  |  |                              |  |
|                            |                     | Enrico II di Navarra           | Giovanni III di Navarra          |  |  |       |  |  |                             |  |  |                              |  |
|                            |                     | Enrico II di Navarra           | Caterina di Navarra              |  |  |       |  |  |                             |  |  |                              |  |
| Giovanna III di Navarra    |                     | Enrico II di Navarra           |                                  |  |  |       |  |  |                             |  |  |                              |  |
|                            |                     | Margherita d'Angoulême         | Carlo di Valois-Angoulême        |  |  |       |  |  |                             |  |  |                              |  |
|                            |                     | Margherita d'Angoulême         | Carlo di Valois-Angoulême        |  |  |       |  |  |                             |  |  |                              |  |
|                            |                     | Margherita d'Angoulême         | Luisa di Savoia                  |  |  |       |  |  |                             |  |  |                              |  |
| Elisabetta di Borbone      |                     | Margherita d'Angoulême         |                                  |  |  |       |  |  |                             |  |  |                              |  |
|                            | Cosimo I de' Medici | Giovanni dalle Bande Nere      |                                  |  |  |       |  |  |                             |  |  |                              |  |
|                            | Cosimo I de' Medici | Giovanni dalle Bande Nere      |                                  |  |  |       |  |  |                             |  |  |                              |  |
|                            | Cosimo I de' Medici | Maria Salviati                 |                                  |  |  |       |  |  |                             |  |  |                              |  |
| Francesco I de' Medici     | Cosimo I de' Medici |                                |                                  |  |  |       |  |  |                             |  |  |                              |  |
|                            |                     | Eleonora di Toledo             | Pedro Álvarez de Toledo y Zúñiga |  |  |       |  |  |                             |  |  |                              |  |
|                            |                     | Eleonora di Toledo             | Pedro Álvarez de Toledo y Zúñiga |  |  |       |  |  |                             |  |  |                              |  |
|                            |                     | Eleonora di Toledo             | María Osorio y Pimentel          |  |  |       |  |  |                             |  |  |                              |  |
| Maria de' Medici           |                     | Eleonora di Toledo             |                                  |  |  |       |  |  |                             |  |  |                              |  |
|                            |                     | Ferdinando I d'Asburgo         | Filippo I d'Asburgo              |  |  |       |  |  |                             |  |  |                              |  |
|                            |                     | Ferdinando I d'Asburgo         | Filippo I d'Asburgo              |  |  |       |  |  |                             |  |  |                              |  |
|                            |                     | Ferdinando I d'Asburgo         | Giovanna di Castiglia            |  |  |       |  |  |                             |  |  |                              |  |
| Giovanna d'Austria         |                     | Ferdinando I d'Asburgo         |                                  |  |  |       |  |  |                             |  |  |                              |  |
|                            |                     | Anna Jagellone                 | Ladislao II di Boemia            |  |  |       |  |  |                             |  |  |                              |  |
|                            |                     | Anna Jagellone                 | Ladislao II di Boemia            |  |  |       |  |  |                             |  |  |                              |  |
|                            |                     | Anna Jagellone                 | Anna di Foix-Candale             |  |  |       |  |  |                             |  |  |                              |  |
|                            |                     | Anna Jagellone                 |                                  |  |  |       |  |  |                             |  |  |                              |  |

## Galleria d'immagini

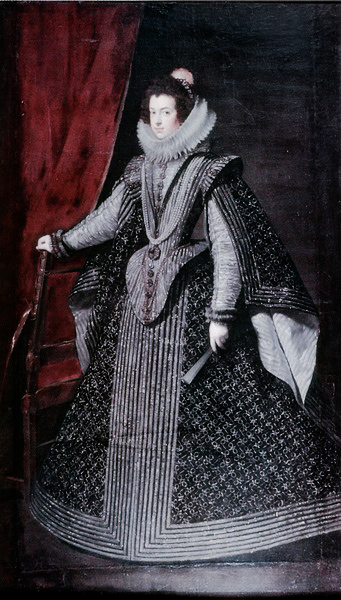
La regina Elisabetta, dipinta da Diego Velázquez.
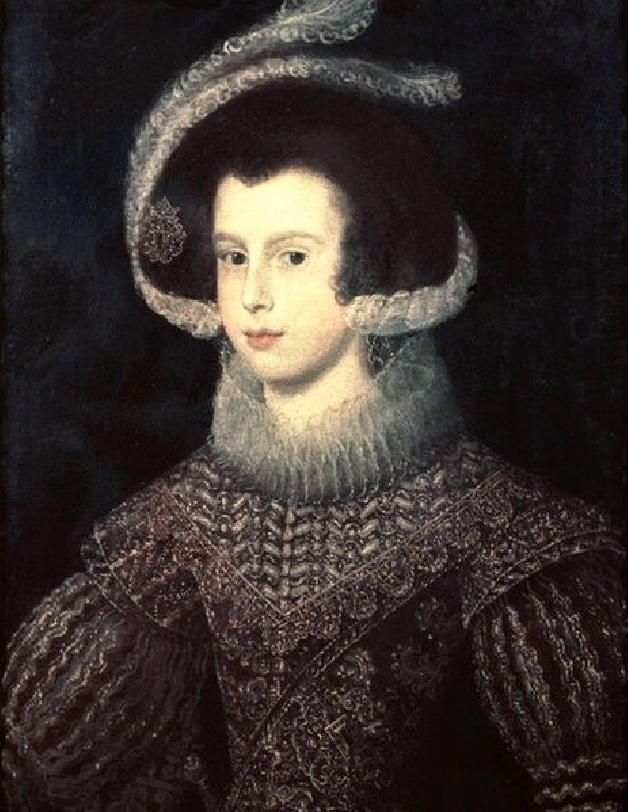
La regina Elisabetta, dipinta da Diego Velázquez. (1625)